# Irene Fargo
Irene Fargo, nome d'arte di Flavia Irene Pozzaglio (Palazzolo sull'Oglio, 1º novembre 1962 – Chiari, 1º luglio 2022), è stata una cantante e attrice teatrale italiana.

## Biografia
Dopo aver fatto parte di un coro polifonico, nel 1987 esordisce da solista al Festival di Castrocaro con il suo nome d'anagrafe interpretando il brano Fretta di te. Comincia a lavorare con Enzo Miceli nel 1988 e assume il nome d'arte Irene Fargo. Dopo un ritorno al Festival di Castrocaro nel 1988 e la pubblicazione del 45 giri Dialoghi/Meccanismi alla fine del 1989, nel 1990 viene pubblicato il suo album di debutto, preceduto dal singolo estivo Le ragazze al mare.
Nel 1991 partecipa al Festival di Sanremo nella categoria nuove proposte e si classifica al secondo posto con il brano La donna di Ibsen, il cui testo è ispirato al dramma La donna del mare del norvegese Henrik Ibsen. Il 45 giri ottiene un successo mai riscontrato prima da un brano partecipante non vincitore nella categoria nuove proposte del festival; inoltre, fa da traino al primo album opportunamente ristampato con l'aggiunta di un altro inedito, Ti do una canzone, in duetto con Grazia Di Michele.
Gli inviti in varie trasmissioni Rai e Fininvest la consacrano tra le rivelazioni dell'anno. A fine anno venne pubblicato il singolo Ugo... domani mi sposo, il cui remix è presente nel secondo album.
Nel 1992 torna ancora a Sanremo tra le nuove proposte, classificandosi nuovamente al secondo posto, con il brano Come una Turandot, omaggio all'opera di Giacomo Puccini.
Il secondo album, pubblicato alla fine della rassegna e intitolato La voce magica della luna, otterrà un discreto riscontro commerciale, consolidante la fama dell'interprete. Nello stesso anno la Fargo ottiene un terzo posto al Cantagiro.
Nel 1993 venne eliminata all'ultima selezione dall'elenco dei Big del Festival di Sanremo, alla quale era candidata con il brano Non sei così, poi inserito nel terzo album Labirinti del cuore, pubblicato alla fine di quell'anno. Con questo disco inizia per la cantante un nuovo corso della propria carriera: abbandonati il suo primo produttore Enzo Miceli (autore con Gaetano Lorefice di quasi tutte le canzoni fino ad allora incise), si trasforma in interprete pura, con brani di Mariella Nava, Roby Facchinetti, Kaballà, Daniele Fossati. Il brano Ma quando sarà venne presentato dal vivo durante la prima edizione della manifestazione Festival Italiano in onda su Canale 5. Dopo un'esperienza televisiva nel cast di Domenica in..., si avvicina alla canzone napoletana pubblicando un disco dal titolo 'O core e Napule. Partecipa ad alcune manifestazioni canore quali Viva Napoli e Ma l'amore sì! che vinse con la canzone Io che non vivo (senza te) di Pino Donaggio.
Tra il 1997 e il 1999 pubblica altri tre dischi, venendo invitata spesso come ospite nei programmi di Paolo Limiti. Nel 2002 intraprende l'attività di attrice teatrale. Nel 2005 incide un nuovo album, una serie di cover dal titolo Insieme contenente alcuni inediti, tra i quali il tema portante del film Nel mio amore, che vide l'esordio alla regia della scrittrice Susanna Tamaro.
Ricoprì il ruolo di protagonista in alcuni musical: Il ritratto di Dorian Gray (Maryanne), I promessi sposi (la monaca di Monza e la madre di Cecilia), Masaniello (la viceregina di Napoli) per la regia di Tato Russo, e Cleopatra (Carmian) per la regia di Claudio Insegno. Nel 2008, partecipò alla serata di beneficenza per la Croce Rossa Italiana "Festa del mare e delle stelle" organizzato da Lucio Dalla & Nando Garozzo insieme ad altri artisti quali Patti Smith, Sting, Mario Venuti, Samuele Bersani, Farida, Babilon Suite, Ron e Max Gazzè. Nel 2009 la cantante organizzò assieme a Lucio Dalla un concerto per l'AIDO (Associazione italiana per la donazione di organi) alla Marina di Riposto. Il 21 giugno 2009, partecipò al concerto Amiche per l'Abruzzo presso lo Stadio San Siro in favore dei terremotati. Nel 2011 si esibì in concerto per tre serate al Grande Teatro Bol'šoj di Mosca. Nel 2012 partecipò alla VI edizione del Festival delle Isole Tremiti "Il mare e le stelle" con Lucio Dalla, Renato Zero e Gigi D'Alessio. Nel 2012 fu nel cast fisso della trasmissione Estate con noi, condotta da Paolo Limiti su Rai 1.
Il 7 dicembre 2012 tornò in radio con il singolo Acrobati, tratto dall'album Crescendo. Il brano, composto da Konrad Pulè e Alessandro Hellmann, era il terzo di un album nato dalla collaborazione con grandi autori. Non mancava nell'album anche un omaggio al grande amico scomparso Lucio Dalla, attraverso una interpretazione in spagnolo del brano Caruso.
Il 15 dicembre 2012 le venne conferito il premio "One Media Awards" per i 25 anni di carriera.

Il 26 marzo 2013 prima della partita di calcio Malta-Italia valida per le qualificazioni ai mondiali di Calcio del 2014 cantò l'inno di Mameli. Il primo giugno del 2013 fece uscire il nuovo singolo Nata libera. Il 10 aprile 2014 tornò in radio con un singolo scritto da Niccolò Agliardi dal titolo Le cose di ieri. Il 20 dicembre 2014 uscì l'album intitolato Luce. Il 28 marzo 2015 partecipò come special guest al concerto di beneficenza per la Fundación P.U.P.I. di Javier Zanetti a Malta.
Nel 2016 pubblicò l'ultimo album della sua carriera: Il cuore fa
Nel 2017 pubblicò l'ultimo singolo della sua carriera: Little Angel
Il 18 marzo 2019 viene posizionata la stella di Irene Fargo nella Canada Walk of Fame (Foto) 

### Ultimi anni e morte
Alla fine del 2018 scoprì di avere il cancro e per due anni si ritirò dalla vita pubblica. Tornò sui social network nel dicembre 2020, notevolmente dimagrita e con i capelli corti, segni evidenti delle cure a cui si era sottoposta. Apparentemente guarita, nel giro di qualche mese tornò ad esibirsi dal vivo in varie occasioni. Tenne il suo ultimo concerto a Montichiari il 21 giugno 2021. Poco dopo, una recidiva al colon non le lasciò scampo: morì la sera del 1º luglio 2022 a Chiari, all'età di 59 anni.

## Discografia

### Album
- 1990 - Irene Fargo (Carosello Records, CKN 725146)
- 1992 - La voce magica della luna (Carosello Records, CKN 725158)
- 1992 - Sabbia d'Africa - Arena de Africa (Not On Label, CD-5600 TC16), pubblicato in Spagna
- 1993 - Labirinti del cuore (Carosello Records, TCKN 725165)
- 1995 - 'O core 'e Napule (Carosello Records, 3005714)
- 1997 - Fargo (Tring, MC TRI 038)
- 1999 - Appunti di viaggio (Alta Sintonia, TMP023)
- 1999 - Vai da lei (SAAR Records)
- 2009 - Cartolina napoletana (Pressing Music Ltd)
- 2012 - Crescendo (Pressing Music Ltd)
- 2014 - Luce (Pressing Music Ltd)
- 2016 - Il cuore fa (Pressing Music Ltd)

### Album con altri artisti
- 2005 - Insieme (Alta Sintonia, CD ALT 800), con Axis Mundi

### Singoli
- 1989 - Dialoghi/Meccanismi (Carosello Records)
- 1990 - Le ragazze al mare (Carosello Records) (45 giri promozionale)
- 1991 - La donna di Ibsen/Nannarella (Carosello Records)
- 1991 - Ugo...domani mi sposo!/Ugo Remix (Carosello Records)
- 1992 - Come una Turandot/I separati (Carosello Records)
- 1992 - Sabbia d'Africa/Lui parla di te (Carosello Records)
- 1993 - Ma quando sarà (Carosello Records) (cd singolo promozionale)
- 2003 - Trappole (Alta Sintonia)
- 2010 - For a lifetime (Pressing Music Ltd)
- 2012 - Il bacio (Pressing Music Ltd)
- 2012 - Il respiro del mondo (Pressing Music Ltd)
- 2013 - Nata libera (Sony Music & Pressing Music Ltd)
- 2014 - Le cose di ieri (Pressing Music Ltd)
- 2016 - Il cuore fa (Pressing Music Ltd)
- 2017 - Little Angel (Pressing Music Ltd)

### Singoli pubblicati fuori dall'Italia
- 1992 - Arena de Africa/Mio disperato amore (Carosello Records), pubblicato in Spagna
- 1994 - Qualcuno come me/Ma quando sarà (Indisc), pubblicato in Belgio
- 1994 - Facile/Se non fosse (Indisc), pubblicato in Belgio
- 2012 - El respiro del mundo (Pressing Music Ltd), pubblicato in Spagna

### Partecipazioni
- 1993 - Cori nell'album Confini di Grazia Di Michele
- 1994 - Reginella (dal vivo) nella compilation Viva Napoli (RTI Music)
- 1995 - Ghiri e Ma è Natale nel CD Ghiri Ghiri inciso con il piccolo Coro dell'Arcobaleno